# اضطراب العلاقة الجنسية
اضطراب العلاقة الجنسية اضطراب العلاقة الجنسية هو خلل يصادف فيه الشخص صعوبات في تكوين علاقة جنسية أو الحفاظ عليها بسبب خلل في هويته الجنسية أو ميوله الجنسية. تُدرج منظمة الصحة العالمية اضطراب العلاقة الجنسية في التصنيف الدولي للأمراض - التصنيف الدولي للأمراض-10، تحت عنوان «الاضطرابات النفسية والسلوكية المرتبطة بالنمو والتوجه الجنسي». منظمة الصحة العالمية تصفه بالتالي:
الخلل في الهوية الجنسية أو الميول الجنسية (الشذوذ الجنسي، أو ثنائيي الجنس) هي المسؤولة عن الصعوبات في تشكيل أو الحفاظ على علاقة مع شريك جنسي. (F66.2)
تطبق منظمة الصحة العالمية المذكرة التالية على مجمل الجزء F66: «لا يجب اعتبار التوجه الجنسي في حد ذاته اضطرابا.» 
يعاني عدد كبير من الرجال والنساء من نزاع حول التعبير المثلي في إطار زواج مختلط التوجه. قد يشمل العلاج مساعدة العميل على الشعور بالراحة والقبول بمشاعر من نفس الجنس واستكشاف طرق لإدماج مشاعر الجنس المثلي والجنس المعاكس في أنماط الحياة. على الرغم من أن الهوية الجنسية المثلية كانت مرتبطة بالصعوبات في الرضا الزوجي، إلا أنها نظرت إلى الأنشطة الجنسية المثلية باعتبارها التزامًا إلزاميًا سهلاً بالزواج والزواج الأحادي.
قد يرغب أشخاص آخرون من ذوي الميول الجنسية المثلية والثنائية والمتحولين إلى الجنس الآخر في أن يكون لهم عائلة. قد يسعون لتغيير اتجاههم الجنسي. أظهرت الأبحاث التي أجريت في السبعينيات أن أقلية من المرضى الذين خضعوا للعلاج تزوجوا في النهاية من شخص من الجنس الآخر، على الرغم من أنه ليس من الواضح ما هو الدور الذي أسهم به العلاج في الزواج. لا تسمح الأبحاث الحديثة بأي إسناد للنتائج الزوجية للعلاج، على الرغم من أنه يبدو أن إعادة بناء هوية التوجه الجنسي يمكن أن تساعد العملاء على تطوير هوية التوجه الجنسي.